# Conservapedia

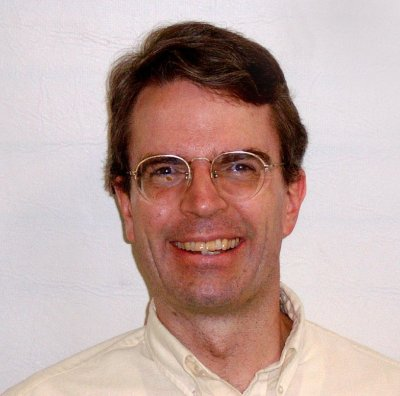
Initiatiefnemer Andrew Schlafly

Conservapedia is een wikiproject opgezet door conservatieve Amerikanen. De encyclopedie heeft een pro-Amerikaans, conservatief christelijk en conservatief-sociaal karakter. Oprichter is advocaat Andrew Schlafly, de zoon van politiek activiste Phyllis Schlafly.
Conservapedia presenteert zich als een reactie op Wikipedia, met name de Engelstalige variant van deze online encyclopedie, die zich volgens de makers te vrijzinnig, anti-christelijk, anti-Amerikaans en antikapitalistisch opstelt. Als voorbeelden van deze opstelling van de Engelstalige Wikipedia noemt men de Britse spelling van veel artikelen, het gebruik van de jaartalnotaties BCE en CE in plaats van voor en na Christus en de waarde die wordt toegekend aan de evolutietheorie.

## Conservatief
De Conservapedia presenteert zich als een "betrouwbare, conservatieve encyclopedie", vrij van "liberale vooringenomenheid" en "politieke correctheid". Dat de encyclopedie Amerikaans conservatief is, wordt onder andere duidelijk in de "lijst van vooringenomenheid in Wikipedia", die op de website van Conservapedia is te lezen.
Hierin wordt onder andere verweten dat "Wikipedia zes keer linkser is dan het Amerikaanse volk". Op dezelfde manier "verwijt" Conservapedia dat Wikipedia in veel gevallen verwijst naar de evolutietheorie, hoewel volgens de makers een meerderheid van de Amerikanen in de schepping gelooft.
Op de pagina over Barack Obama worden 15 redenen gegeven waarom de verkozen Amerikaanse president hoogstwaarschijnlijk een moslim is. Één reden zou zijn dat Obama tijdens een televisie-interview Pakistan op de Pakistaanse manier had uitgesproken, en niet op de Amerikaanse, zoals John McCain.
Het bewerkbeleid van de encyclopedie is enigszins restrictief: bewerken kan alleen door aangemelde gebruikers. Verder moet men zich houden aan de zogenaamde "Geboden van Conservapedia."